# نهادهای شبه‌دولتی در ایران
در قوانین ایران هنوز هیچ تعریفی از نهادهای شبه‌دولتی ارائه نشده است. در قانون محاسبات عمومی، وزارتخانه‌ها، شرکت‌ها و سازمان‌های دولتی تعریف شده‌اند و نهادهای عمومی غیردولتی هم دارای تعریف هستند؛ امّا برخی از نهادها وجود دارند که جزو هیچ‌کدام از این گروه‌ها نبوده و در فهرست‌های تعیین شده هم حضور ندارند و بخش‌هایی هستند که در اقتصاد ایران از نظر ساختار دولتی نیستند، امّا غالباً با مدیریت دولتی اداره می‌شوند و می‌توان گفت قانونی است ولی خصوصی نیست و سر راه انتقال از بخش دولتی به خصوصی قرار گرفته است. آخرین برآوردها نشان می‌دهد که تاکنون ۱۹ هزار شرکت شبه‌دولتی شناسایی شده‌اند که زیرمجموعهٔ شش دسته از نهادها یعنی مؤسسات عمومی، نهادهای نظامی، مؤسسات خیریه، بقاع متبرکه، صندوق‌های بازنشستگی و نهادهای انقلاب اسلامی قرار می‌گیرند. بسیاری از کارشناسان معتقدند که اقتصاد ایران در حال ورود به یک اقتصاد غیرشفاف دولتی است که خطر آن از انحصارات دولتی و خصوصی بیشتر است.
این نهادها به دولت‌ها پاسخگو نیستند، از نظر نحوهٔ مدیریت و حقوق مدیران و انتخاب آن‌ها با دولت‌ها همکاری نمی‌کنند و این وضعیت، فرایند بودجه و برنامه‌ریزی اقتصادی را دچار اختلال می‌کند.

## تاریخچه
پس از انقلاب ۵۷، اموال ۵۳ صنعتگر و بانکدار ایرانی که در دورهٔ شاه نوعی الیگارشی را در اقتصاد ایران شکل داده بودند، مصادره شد و تحت کنترل روحانیت حاکم قرار گرفت. این اموال به بنیادها سپرده شدند که دستگاهی مستقل و زیرنظر شخص ولی فقیه هستند. این نهادها به دولت‌ها پاسخگو نیستند، از نظر نحوهٔ مدیریت و حقوق مدیران و انتخاب آن‌ها با دولت‌ها همکاری نمی‌کنند و این وضعیت، فرایند بودجه و برنامه‌ریزی اقتصادی را دچار اختلال می‌کند. در ابتدا دو نهاد در این زمینه نقش پررنگی ایفا می‌کردند: نخست بنیاد مستضعفان و دوم تولیت آستان قدس رضوی؛ امّا به‌تدریج نهادهای دیگری هم به آن‌ها افزوده شدند. کمیته‌های دیگری نیز بودند که باید به مستضعفان و مستمندان رسیدگی می‌کردند. عملکرد این نهادها با ایجاد سازمان اقتصادی وابسته به سپاه، بنیاد تعاون سپاه و قرارگاه خاتم‌الانبیاء گسترش یافت. برای مثال، این نهادها توانستند ادارهٔ خدمات بازنشستگی اعضای سپاه یا ارائهٔ خدمات اجتماعی به خانوادهٔ شهدا را برعهده گیرند و یک نظام خدمات اجتماعی دیگر به‌وجود آمد؛ نظام دولتی که بیمه‌ها و تأمین اجتماعی را شامل می‌شود و نظام موازی‌ای که حول این نهادها شکل گرفت. پس از جنگ، بسیاری از ماتَرَک افرادی که از مناطق جنگ‌زده به شهرستان‌ها یا خارج از کشور رفتند، رها شد. اموال بسیاری از اقلیت‌ها همچون بهائیان نیز تحت همین عنوان مصادره شد. خمینی در سال‌های پایانی عمر خود، دستوری برای تشکیل ستادهای هیئت اجرایی امام صادر کرد. نقش هیئت‌های اجرایی این بود که این اموال را تحت نظارت ولی فقیه درآورند و کنترل کنند. این روند قرار بود در ابتدا بیش از دو ماه طول نکشد و افراد معدودی برای آن انتخاب شدند، امّا به مرور زمان این ستادها بسیار بزرگ شدند و تا امروز نیز وجود دارند. به این ترتیب، دومین دور مصادره‌ها نیز انجام شد. این نهادهای فرادولتی از قانون به‌طور کامل تبعیت نمی‌کنند. در واقع، آن‌ها نهادهایی شترمرغی‌اند؛ به این معنا که خصوصی نیستند؛ زیرا مدعی‌اند کار خیریه، عام‌المنفعه و مبتنی بر قسط اسلامی می‌کنند، دولتی هم نیستند؛ زیرا از نظارت دولت و مجلس خارج‌اند و به شخص ولی فقیه پاسخ می‌دهند، مذهبی هم نیستند؛ زیرا از روحانیت و مراجع مذهبی نیز تبعیت نمی‌کنند. آن‌ها بخش خصوصی را از این زاویه دچار اخلال می‌کنند که بنگاه‌های زیر نظارت‌شان از قوانین بخش خصوصی که مبتنی است بر سود (و نه داشتن یارانه یا ارز ترجیحی) تبعیت نمی‌کنند. اساس این دستگاه‌های فرادولتی این است که زیرمجموعه‌هایشان از تمام مزایای مرتبط با معافیت مالیاتی برخوردارند؛ از امتیازات ویژهٔ گمرکی در ورود اجناس برخوردارند؛ از اعتبارات ویژهٔ بانکی برخوردارند؛ از ارز ترجیحی دولتی استفاده می‌کنند و نیز در زمینهٔ زمین، شانس استفاده از زمین‌های رایگان را دارند. شفافیتی در کار نیست که بتوان نشان داد برای نمونه چند شرکت زیرنظر بنیاد فعالیت می‌کند؛ سود و زیان این شرکت‌ها به چه شکل است یا بیلان کاری آن‌ها چگونه است. بسیاری از این شرکت‌ها زیان‌ده هستند؛ امّا حفظ می‌شوند، چون می‌توانند عاملی باشند برای بهره‌مندی از زمین رایگان، اعتبارات بانکی، ارز ترجیحی یا عاملی باشند برای استخدام؛ مثلاً استخدام سپاهیانی که به سن بازنشستگی رسیده‌اند. این نظام‌های موازی در واقع وسایل تجدید تولید اقتدار و نیز ابزاری برای رقابت بین جناحی‌اند. آن‌ها از یک سو به سودبخش خصوصی نیستند و از سوی دیگر، به سودبخش دولتی نیز نیستند؛ چون اساساً بر مبنای مفهوم امت شکل گرفته‌اند و نه شهروند، خدمات اجتماعی به‌شمار نمی‌آیند و بدین ترتیب مانع کار دولت و خدمات اجتماعی آن نیز شده‌اند.
این گفتهٔ هاشمی رفسنجانی در سال ۱۳۶۳ رویکرد نظام اقتصادی در ایران را نشان می‌دهد: «نباید سرمایه‌های هنگفت در اختیار بخش خصوصی قرار گیرد که اهرمی علیه دولت (حکومت) داشته باشند.»

## شبه‌دولتی‌ها و روند خصوصی‌سازی
ظرف ۶۰ سال گذشته پارادایمی (الگوهای مسلط ذهنی) در دولت‌های حاکم در ایران ایجاد شده که منجر به تشکیل نهادهای اقتصادی واسط بین بخش‌های دولتی و خصوصی شده است. این الگوهای ذهنی در مقابل واگذاری تصدی‌ها از بخش دولتی به خصوصی از خود مقاومت نشان می‌دهند.
انحصار این مراکز شبه‌دولتی (که هنگام دریافت بودجه، دولتی می‌شوند و هنگام حسابرسی خصوصی) در برخی حوزه‌های اقتصاد، راه را برای ورود بخش خصوصی تنگ کرده است. پیدایش شرکت‌های دوزیست که متناسب با شرایط می‌توانند به عنوان شرکت خصوصی خود را معرفی کنند و در مواردی که می‌بایستی ریسک‌پذیر باشند و مالیات و عوارض پرداخت نمایند، خود را وابسته به بخش دولتی می‌دانند و هم از امتیازات بخش خصوصی و هم از حمایت‌های غیرمستقیم بخش دولتی یا عمومی برخوردار می‌شوند و به نوعی در روند خصوصی‌سازی واقعی ایجاد مشکل می‌کنند.

## شبه‌دولتی‌ها و قانون اساسی ایران
در قانون اساسی جمهوری اسلامی ایران اقتصاد کشور از سه بخش دولتی، تعاون و خصوصی تشکیل شده است ولی افزودن نام نهادهای عمومی در واگذاری‌ها که از قدرت حاکمیتی و احتمالاً فرادولتی برخوردار هستند، عملاً امکان رقابت را حتی در صنایع متوسط و خرد از بخش خصوصی و تعاونی سلب می‌کند. به هر حال، خود این شرکت‌ها غالباً در هنگام مواجهه با قانون اساسی خود را زیرمجموعهٔ بخش خصوصی معرفی می‌کنند.

## نظر نمایندگان مجلس ایران
علی‌اصغر یوسف‌نژاد نماینده اصلاح طلب دوره هشتم مجلس ایران گفت:
با توجه به شرایط مندرج در قانون هیچ مشکلی ندارد که واگذاری‌ها به دستگاه‌ها و نهادهای وابسته به دولت باشد. وی افزود: در صورت تبدیل اقتصاد دولتی به شبه‌دولتی فقط باید قانون اصلاح شود.

## نظر اعضای دولت
سید شمس‌الدین حسینی وزیر امور اقتصادی و دارایی و سخنگوی دولت احمدی‌نژاد در پاسخ به برخی انتقادها در این زمینه مدعی شد که «واگذاری‌ها کاملاً در چهارچوب قانون بوده است»:
در قوانین بودجه تکلیف می‌شود که ما بابت رد دیون ـ که عمدتاً صاحب این دیون نهادهای عمومی غیردولتی هستند ـ سهام را به آن‌ها واگذار کنیم. حال اگر این کار را اجرایی کردیم، مستوجب انتقاد هستیم یا نه، باید بگوییم قانون را اجرا کردیم؟

## نظارت بر بخش شبه‌دولتی
نهادهای شبه دولتی، تأثیر مثبتی در روند خصوصی‌سازی در ایران نداشته و نظارت‌ها در این زمینه را نیز با مشکل مواجه ساخته‌اند. فضای مبهم و بعضاً عدم دسترسی سازمان بازرسی و سایر دستگاه‌های نظارتی به اطلاعات عملکرد این بنیادها احتمال بروز فساد در این مجموعه‌ها را دو چندان کرده است.

## وضعیت قانونی شبه‌دولتی‌ها
در قوانین ایران شخص حقوقی تنها در ۷ شکل قانونی امکان حضور دارد که عبارت‌اند از:
دولتی: وزارتخانه-مؤسسه دولتی- شرکت دولتی
عمومی غیردولتی: ۱۸ مؤسسه تحت عنوان مؤسسه عمومی غیردولتی
خصوصی: شرکت تعاونی-شرکت تجاری-موسسات غیر تجاری
با توجه به اینکه بر اساس قانون اساسی از سه بخش اقتصاد کشور دو بخش آن خصوصی است، پس اصل خصوصی بودن یک شخص حقوقی است با هر شکلی مگر آنکه ثابت شود که قانوناً در بخش دولتی یا عمومی قرار دارد؛ بنابراین در مواردی که تشکیلاتی شبه دولتی یا دارای مدیران دولتی بوده و به نوعی از امکانات دولت بهره می‌برد، بدون تردید این‌گونه مؤسسات خصوصی تلقی می‌گردد و دولت‌ها در مورد این‌گونه شخصیت‌های حقوقی باید مشابه بخش خصوصی با آنان رفتار کنند؛ مگر آنکه قانونگذار رفتار دیگری را مشخص کرده باشد.

## تراست‌ها و غول‌های اقتصادی شبه‌دولتی
تراست از اتحاد چند شرکت که کالایی مشابه به هم تولید می‌کنند و سهم عمده‌ای از بازار را در اختیار دارند، به وجود می‌آید. تراست سهام شرکت‌هایی را که در آن عضو هستند، به صورت امانت نگه می‌دارد، امّا مالکیت سهام برای خود شرکت‌ها باقی می‌ماند. با این حال، شرکت‌ها استقلال مالی، فنی و بازرگانی خود را از دست می‌دهند و تمام امکانات و قدرت عمل آن‌ها در تراست متمرکز می‌شود. وظیفهٔ اصلی تراست کنترل امور شرکت‌های عضو از طریق کنترل آرای سهامداران آن شرکت‌ها، انتصاب مدیران و اعمال نظارت مرکزی بر امور یکایک آن‌هاست، به نحوی که حداکثر سود تراست حاصل شود و در نهایت این سود میان اعضا تقسیم گردد.
- ستاد اجرایی فرمان امام
- آستان قدس رضوی
- بنیاد مستضعفان و جانبازان
- کمیته امداد امام خمینی
- برخی نهادهای نظامی و امنیتی و…

ارگان‌هایی هستند که به نظر می‌رسد سال‌هاست از اهداف اوّلیه خود فاصله گرفته‌اند و به بنیادهای اقتصادی گسترده‌ای تبدیل شده‌اند. انحصار این مراکز شبه دولتی (که هنگام دریافت بودجه، دولتی می‌شوند و هنگام حسابرسی خصوصی) در برخی حوزه‌های اقتصاد، راه را برای ورود بخش خصوصی تنگ کرده است؛ امّا بدتر از همهٔ این‌ها، فضای مبهم و بعضاً عدم دسترسی سازمان بازرسی و سایر دستگاه‌های نظارتی به اطلاعات عملکرد این بنیادهاست که احتمال بروز فساد در این مجموعه‌ها را دو چندان کرده است. ثروت انبوه، نفوذ و دسترسی به اطلاعات و… اهمیت نظارت بر آن‌ها و ارائهٔ گزارش شفاف از عملکردشان را بیشتر می‌کند. همچنین لازم است نسبت این ارگان‌ها با سیاست‌های خصوصی‌سازی دولت تبیین گردد.